# The Human Stain
The Human Stain (Brasil: A Marca Humana / Portugal: A Mancha Humana) é um romance
de 2000 de Philip Roth situado no final dos anos 1990s em torno de uma pequena cidade universitária imaginária de New England.
O narrador é o escritor fictício Nathan Zuckerman, o alter ego que aparece em vários romances anteriores de Roth, designadamente em Pastoral americana (1997) e Casei com um comunista (1998), dois romances que se considera formarem uma trilogia com The Human Stain. Zuckerman funciona como um observador e comentador da história complexa do protagonista, Coleman Silk, um professor universitário aposentado de literatura clássica, que é lentamente revelada.
The Human Stain foi adaptado ao cinema num filme dirigido por Robert Benton em 2003.

## Enquadramento
A história de The Human Stain decorre em 1998, quando ocorreu o processo de impeachment do presidente Bill Clinton derivado do escândalo relativo a Monica Lewinsky que é várias vezes referido no romance. Foi o terceiro dos romances de Roth centrados em períodos do pós-II Guerra Mundial que abordam grandes temas sociais.
Philip Roth descreveu em 2012, numa Carta Aberta à Wikipedia publicada no The New Yorker, como o ponto de partida do seu romance foi inspirado num evento na vida do seu amigo Melvin Tumin, um "professor de sociologia em Princeton ao longo de cerca de trinta anos". Tumin foi sujeito a uma "caça às bruxas" por racismo, mas no fim a sua conduta foi considerada irrepreensível numa questão envolvendo o uso de linguagem supostamente racial em relação a dois estudantes afro-americanos.

## Resumo
A história é narrada por Nathan Zuckerman, um escritor que se retirou sossegadamente para perto de Athena, uma pequena cidade universitária algures na Nova Inglaterra, sendo Coleman Silk um seu vizinho não muito afastado. Silk é um ex-professor e ex-reitor da universidade de Athena, uma instituição fictícia do oeste de Massachusetts, na zona chamada dos Berkshires. Silk é acusado de racismo por duas estudantes afro-americanas devido ao uso da palavra "spooks", que Silk usou para descrever a ausência delas da sala de aula (como "fantasmas") e não num sentido racialmente depreciativo.
A controvérsia sobre o uso daquela palavra levou à demissão de Silk como professor. Pouco depois, a esposa dele, Iris, morre de um AVC, que Silk considera que foi causado pela tensão decorrente da acusação contra ele e dos seus esforços infrutíferos junto da comunidade universitária para limpar o seu nome. Silk inicia pouco depois um relacionamento com Faunia Farley, uma mulher muito mais nova do que ele que trabalha como empregada de limpeza e se apresenta quase como analfabeta. Silk é criticado pelas professoras feministas também por isto.
Aos poucos vai sendo revelado que Silk é um afro-americano que se fez passar por judeu branco desde que se alistou na Marinha. Depois concluiu a faculdade, casou-se com Iris, uma mulher branca, e teve quatro filhos com ela. Nunca contou nem à esposa nem aos filhos a sua ascendência afro-americana, tendo inventado a morte prematura dos pais dele que não tinham outros familiares na América sendo de uma nebulosa origem europeia. Como Roth escreveu no romance, Silk decidiu "tomar o futuro em suas próprias mãos ao invés de deixar que uma sociedade não esclarecida determinasse o seu destino".

## Recepção crítica
The Human Stain é o terceiro livro de uma trilogia, a seguir a Pastoral americana e Casei com um comunista, em que Roth explora a moralidade americana e os seus efeitos. Neste caso, ele descreve o ambiente cortante e, às vezes, mesquinho, na universidade americana, em que o "politicamente correcto"  domina. Roth disse que escreveu a trilogia para refletir períodos do século XX - os anos do McCarthyismo, a Guerra do Vietname e o julgamento do presidente Bill Clinton - que ele considera serem os "momentos históricos na vida americana do pós-II Guerra Mundial que tiveram o maior impacto na minha geração".
A crítica literária Michiko Kakutani referiu que, em A Mancha Humana, Roth "explora questões de identidade e de auto-invenção na América que ele vem explorando desde há muito em obras anteriores", e que "É um livro que mostra como o Zeitgeist público pode moldar, até destruir, a vida de um indivíduo, um livro que trata todos os temas favoritos de Roth de identidade e rebelião e de conflitos geracionais e trata-os não através do prisma estreito do indivíduo, mas através de uma lente grande angular que expõe as fissuras e as descontinuidades da vida do século XX. ... Quando despojado da sua tonalidade racial, o livro de Roth ecoa uma história que ele contou em sucessivos romances. De facto, segue de muito perto a história de Nathan Zuckerman, ele próprio um menino de classe média de Nova Jersey que se rebelou contra a sua família e que se viu exilado, como se fora "desamarrado", das suas raízes."
Para Mark Shechner, em A Mancha Humana, Roth "explora aspectos da sociedade americana que forçam um homem como Silk a esconder os seus antecedentes, a ponto de não ter uma história pessoal para compartilhar com os seus filhos ou a família. Ele quis prosseguir uma via independente livre de restrições raciais, mas tornou-se naquilo que ele havia desprezado. A ruína dele, até certo ponto, é congeminada por Delphine Roux, a jovem, feminista, elitista, intelectual francesa que vive desalentada por se encontrar nos confins da Nova Inglaterra, e vê como Silk se tornou um peso morto na universidade, o que ele mais abominava no início da sua própria carreira."
Para Francisco Allen Gomes, "A Mancha Humana é o último livro de uma trilogia que constitui um fresco absolutamente notável sobre a sociedade americana do pós-guerra. É, quanto a mim, o mais poderoso dos três livros (...) Aos 70 anos, Roth continua a exibir uma força e uma voracidade a escrever perfeitamente impressionantes."  
Para Clara Ferreira Alves, "Roth escreveu o seu melhor romance depois dos 70 anos (...) O que Roth faz, melhor do que todos os outros depois de Saul Bellow, é tratar a fraqueza humana com o olhar compassivo e desapaixonado de quem atravessou aquele corredor silencioso onde se cruzam pela última vez o sexo e a morte (...) Um sopro de inteligência num mundo obtuso."  Ainda para Clara F. Alves, "Ao escrever a história de Silk, um professor de Estudos Clássicos que sabe o que fazem os deuses gregos aos seus favoritos, Roth/Zuckerman, o escritor Zuckerman que tão bem conhecemos quando lemos Roth, escreveu parte da história da América branca, negra, judia e cristã da segunda metade do século XX, descreveu as suas convulsões políticas e sociais, as suas manias e convenções, os seus tiques e hipocrisias. O seu pecado original e a sua culpa ancestral. A Mancha Humana faz pela vida americana aquilo que O Grande Gatsby fez. Cristaliza-a e define-a através de um conjunto finito de personagens condenadas a definhar para que outras possam existir." E ainda que "De todas as vozes do romance, a mais realista e violenta, a mais próxima dos impulsos primitivos de matar e morrer, os impulsos que a sociedade não consegue domesticar, é a de Les Farley. O camponês que a guerra converteu num assassino, que os generais ensinaram a ser um assassino. As passagens com a voz interior de Farley são imortais. E é com um diálogo absurdo entre Farley e Zuckerman, entre criador e criatura, que o romance termina. Que a tragédia termina. Mortos e enterrados os dois amantes...o assassino pesca numa desolação gelada e disserta sobre a pureza da natureza. É como se Philip Roth quisesse contrapor aos rumores do sexo manchado a contemplação da brancura e do silêncio da montanha arcadiana. A percepção de que existe uma vida menos brutal do que a que escolhemos viver, menos trágica, menos violenta. E infinitamente menos humana".
Nas análises sobre o livro no New York Times, em 2000, Kakutani e Lorrie Moore sugeriram que o personagem central Coleman Silk poderia ter sido inspirado em Anatole Broyard, um conhecido editor literário deste jornal. Segundo Moore, "Para além da criação hipnótica de Coleman Silk - que muitos leitores sentirão, corretamente ou não, parcialmente inspirado no falecido Anatole Broyard - Roth trouxe Nathan Zuckerman para a velhice, continuando o que começou em American Pastoral.
Outros críticos na imprensa académica e na generalista de referência fizeram a mesma sugestão.  Brent Staples, por exemplo, referiu: "Isto foi um acepipe para Philip Roth, que pode ter conhecido os contornos da história, antes mesmo de Henry Louis Gates Jr. a ter contado em detalhe no The New Yorker em 1996. Quando o romance do Sr. Roth sobre "fazer-se passar por" - The Human Stain - apareceu em 2000, o personagem que descarta a sua família negra para viver como um branco evoca fortemente o Sr. Broyard."  Também para Patricia J. Williams, "O romance de Philip Roth, The Human Stain, foi muito publicitado há alguns anos; foi amplamente tido como uma versão ficcionada da vida do crítico literário Anatole Broyard. Broyard, um editor da secção literária do The New York Times, era um homem negro de pele clara que decidiu, no início de sua carreira,"fazer-se passar"; ele cortou os laços com a sua família e viveu toda a sua vida como um homem branco."
Após a morte de Broyard, em 1990, foi revelado que ele "fez-se passar" por branco durante os muitos anos que esteve empregado como crítico literário no The New York Times, tendo ele ascendência crioula do Louisiana.
No entanto, o próprio Philip Roth declarou que não conhecia a ascendência de Broyard quando começou a escrever o livro e só o soube muitos meses depois: "Eu conheci Anatole superficialmente e não sabia que ele era negro. Depois houve um artigo no The New Yorker que descreveu a vida de Anatole que foi escrito muitos meses após eu ter começado o meu livro."

## Recepção do público
O romance teve uma muito boa recepção do público tendo-se tornado num campeão de vendas nos EUA e ganho inúmeros prémios. Ao escolhê-lo para a "Lista dos Editores" dos melhores livros publicados em 2000, foi referido no The New York Times: "Quando Zuckerman e Silk estão juntos testando-se mutuamente, a escrita de Roth atinge uma intensidade emocional e uma vivacidade não excedidas em nenhum dos seus livros. O sonho americano de começar totalmente de novo tem nele a força da inevitabilidade, e o julgamento de Roth é claramente que ninguém o consegue fazer completamente. Não há conforto nesta visão, mas a tranquilidade que Zuckerman alcança enquanto conta a história é contagiante, e isto é de certa forma gratificante."
Em Abril de 2013, a revista GQ considerou The Human Stain como um dos melhores livros do século XXI.

## Adaptações
- The Human Stain foi adaptado ao cinema em 2003 no filme com o mesmo título nos EUA, The Human Stain, dirigido por Robert Benton e com a participação de Anthony Hopkins, Nicole Kidman, Ed Harris e Gary Sinise.[20]

## Prémios
- New York Times "Editors' Choice" (2000)[18]
- Koret Jewish Book Award (2001)[21]
- WH Smith Literary Award (2001)[22]
- National Jewish Book Award (2001)[23]
- Prémio PEN/Faulkner de Ficção (2001)[24]
- Prémio Médicis estrangeiro - Melhor livro do ano 2002[25]

## Leituras adicionais
- Boddy, Kasia (2010). "Philip Roth's Great Books: A Reading of The Human Stain". Cambridge Quarterly (2010) 39 (1): 39–60. doi: 10.1093/camqtly/bfp025
- Faisst, Julia (2006). "Delusionary Thinking, Whether White or Black or in Between: Fictions of Race in Philip Roth's The Human Stain". Philip Roth Studies, 2006
- Kaplan, Brett Ashley (2005). "Anatole Broyard's Human Stain: Performing Postracial Consciousness." Philip Roth Studies, 1.2 (2005): 125–44.
- Moynihan, Sinéad (2010). Passing into the Present: Contemporary American Fiction of Racial and Gender Passing. Manchester University Press, ISBN 978-0-7190-8229-0
- Tierney, William G. (2002). "Interpreting Academic Identities: Reality and Fiction on Campus". The Journal of Higher Education, Vol. 73, No. 1, Special Issue: The Faculty in the New Millennium (Jan. – Feb., 2002), pp. 161–172